# Лущава
Луща́ва — річка в Україні, в межах Долинського району Івано-Франківської області та Стрийського району Львівської області. Права притока Свічі (басейн Дністра).

## Опис
Довжина 15 км, площа басейну 32,5 км². Похил річки 6 м/км. Річка рівнинного типу. Долина переважно широка і неглибока, в середній течії заліснена. Річище слабозвивисте (у пониззі більш звивисте), є перекати, дно місцями з галькою.

## Розташування
Лущава бере початок у лісовому масиві на схід від села Солуків. Тече переважно на північ, у пониззі — на північний схід. Впадає до Свічі на північний схід від села Малі Дідушичі.